# 胸さわぎシリーズ
『胸さわぎシリーズ』（むなさわぎシリーズ）とは、水島忍のBL小説。イラストは明神翼。
ドラマCDは現在第9弾まで出ている。1シリーズごとに主人公が異なり、題名も「胸さわぎの○○○」形式である。

## あらすじ
「抵抗しないなら、承諾と見なすよ」風紀委員長の藤島と無理やりつきあうことにされてしまった羽岡明良は、なぜか生徒会の会長、副会長、会計からも迫られ、わずかの間に校内の至る所で4人と次々にエッチする羽目に陥ってしまう。身体は感じまくっても気持ちの追いつかない明良は、いつしか総受け状態になっていた。

## 登場人物
羽岡明良（はねおか あきら）声 - 宮田幸季
「とまらない」編の主人公。男にモテる。澤田一秀とは従兄弟かつ義兄弟関係（※親同士の再婚）で、生徒会メンバーと仲が良い。明るく可愛いタイプで、一年先輩の藤島優とは恋人同士であるが、痴話喧嘩はしょっちゅう。山篠由也とは「ラビリンス」編で親友に。
藤島優（ふじしま すぐる）声 - 三木眞一郎
生徒会風紀委員長。一人称は僕。天然の茶髪で、美形。初恋（明良への恋心）を実らせた。家庭の事情で、明良と一秀が同居していることを、あまり快く思っていない。「ルーレット」編では、由也と裕司の恋に協力した。
山篠由也（やましの ゆうや）声 - 櫻井孝宏
「ルーレット」編及び「マリオネット」編及び「ラビリンス」編の主人公。普段あまり目立たなかったが、演劇でジュリエット役を演じて以来、一躍有名となる。女顔で美人。明るい反面、意外と思いつめる性格。明良のことは最初あまり好きではなく、彼を恋敵と思っていたが、今はクラスメイトで親友同士。鷹野裕司とは恋人同士。
鷹野裕司（たかの ゆうじ）声 - 森川智之
生徒会長。昔、生徒の間では噂（明良の恋人）が流れていた。そのころは明良のことが好きだった。現在、一年後輩の山篠由也と恋人関係。長身かつ少々強面だが、気は優しい。頑固で、自分が正しいと思ったことはやりぬく。学園のアイドルとばかり付き合っていたためか、アイドルキラーの異名持ちだった模様。
西尾葉月（にしお はづき）声 - 鈴村健一
生徒会会計で、自称・天堂高校生徒会の天使。小悪魔的な性格で、毒舌家。明良のファンで、一秀をからかうのが趣味。平気で多くの嘘をつき、人を騙すのが得意。
澤田一秀（さわだ かずひで）声 - 鈴木千尋
「ナビシート」編の主人公。攻めキャラ→受けキャラ。生徒会副会長で、明良とは従兄弟同士で、彼にはメロメロに甘い。メタルフレームの眼鏡をかけた学年一の秀才。冬貴とは恋人同士。
西尾冬貴（にしお ふゆき）声 - 井上和彦
葉月の兄で、天堂高校のOB。長い金髪の美形モデルで、モデルクラブの経営者。甘い口説き文句で一秀を誘惑しているが、案外一途で真面目な性格。愛車は赤いフェラーリ。一秀より6歳上で、彼とは恋人同士。
松本慎平（まつもと しんぺい）声 - 山口勝平
葉月の恋人。上級生に因縁をつけられ、絡まれていた際、二年先輩の葉月に助けられて以降、彼に一目惚れしている。葉月が大好きな、攻め志望。元気で単純な性格かつ騙されやすい。葉月に振り回されている子羊。葉月の誕生日に花束を持って自宅を訪ね、押し倒された。
楢崎哲治（ならさき てつじ）声 - 檜山修之
初物食いが趣味で、朋巳と付き合う前は、美人系の下級生をモノにする事を生きがいとしていた。
立花朋巳（たちばな ともみ）声 - 岸尾だいすけ
子供の頃から憧れていた幼馴染（楢崎）と付き合っている。のんびりした性格で人よりテンポが遅いが、いざとなると頑固。野瀬の親友であるため、時には貧乏くじを引く。野瀬と慎平とは同じクラス。
野瀬聡（のせ さとし）声 - 下和田裕貴
思い込みが激しく猪突猛進。わがままな性格で、変に実行力だけはある。小学校時代のバスケットボールクラブで、鷹野の後輩。「ラビリンス」編では、彼が原因で由也と鷹野の仲が壊れかけた。

## 既刊一覧
いずれもオヴィスノベルズとして発行。番外編の誘惑のスウィートロマンスだけf‐ラピス文庫から新装版も発行された。
- 胸さわぎがとまらない（1998年4月）
- 胸さわぎのルーレット（1998年9月）
- 胸さわぎのラビリンス（1999年11月）
- 胸さわぎのアイドル（2000年4月）
- 胸さわぎのナビシート（2000年11月）
- 胸さわぎのマリオネット（2002年3月）
- 胸さわぎのフォトグラフ（2003年2月）
- 胸さわぎのプロムナード（2005年2月）
- 誘惑のスウィートロマンス（2006年2月／新装版 2007年5月）

## ドラマCD
いずれもサイバーフェイズより発売。
- 第一弾『胸さわぎがとまらない』（2002年5月）
- 第二弾『胸さわぎのルーレット』（2002年9月）
- 第三弾『胸さわぎのナビシート』（2003年1月）
- 第四弾『胸さわぎのマリオネット』（2003年7月）
- 第五弾『胸さわぎのフォトグラフ』（2003年12月）
- 第六弾『胸さわぎのラビリンス』（2004年7月）
- 第七弾『胸さわぎのアイドル』（2005年2月）
- 第八弾『胸さわぎのプロムナード』（2005年10月）
- 第九弾『胸さわぎのハーフムーン』（2006年4月）